# Macrobrachium bullatum
Macrobrachium bullatum är en kräftdjursart som beskrevs av Fincham 1987. Macrobrachium bullatum ingår i släktet Macrobrachium och familjen Palaemonidae. Inga underarter finns listade i Catalogue of Life.